# Capella del Calvari
La capella del Calvari és una capella de Girona situada a la muntanya del Calvari que es troba inclosa a l'Inventari del Patrimoni Arquitectònic de Catalunya.

## Descripció
És una església d'una nau, amb absis carrat a l'exterior, però poligonal a l'interior. Nau de dos trams, amb nervis i claus de volta. Exterior molt senzill. Façana amb porta d'arc de punt d'ametlla i dos pilastres laterals que sostenen els dos vessants del teulat, a manera de frontó. Els laterals són llisos i amb els contraforts de les arrencades dels nervis de l'interior. A banda i banda de l'absis hi ha sengles saletes de mides diferents amb portes de llinda resta i òculs al damunt. L'església és de coberta a dues aigües. El conjunt s'aixeca sobre una plataforma de terra i muret de conteniment.

### El Calvari
Existeix un viacrucis a la muntanya del Calvari, o de la O, que naixent del carrer del barri de la Torre de Gironella corre sinuosament per la muntanya fins a arribar a un dels punts més alts (capella més important), on en una mena d'esplanada se situa l'església dedicada al culte. El camí es marca en un seguit de capelletes tancades on hi ha elements ceràmics que presenten les estacions del Via Crucis.

### Les Creus - Torre Gironella

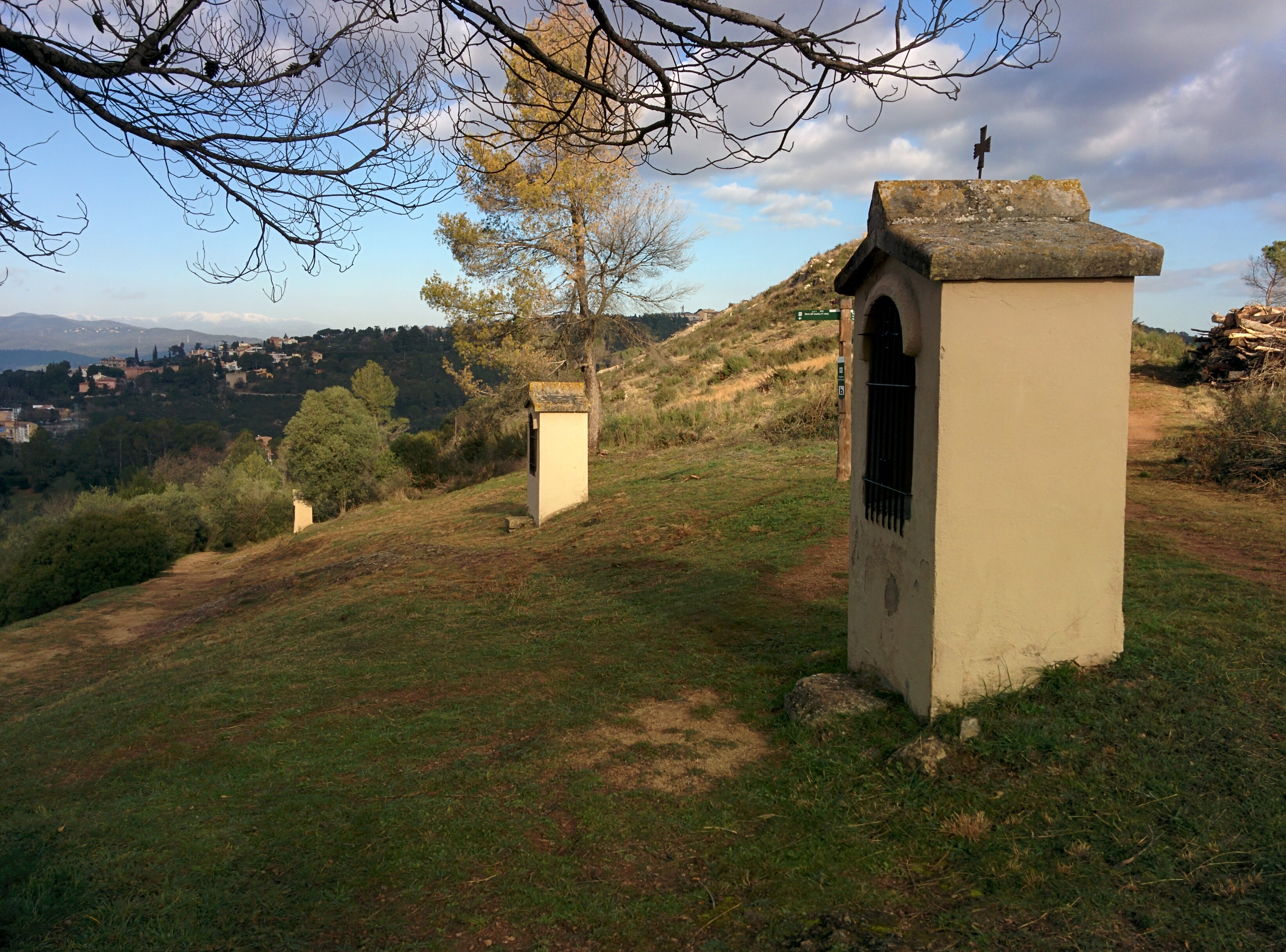
Capelletes del viacrucis.

Itinerari des del carrer de la Torre Gironella fins a la capella del Calvari. El formen 14 capelletes que indiquen les estacions del Via Crucis. Les capelletes són de quatre costats, obrint-se un al públic i per una mena de fornícula d'arc de punt rodó, protegida per reixa. Dins, uns quadres de ceràmica de forma quadrada, de marc de terra cuita amb motllures i dins rajoles pintades a mà. Les ceràmiques són de la Bisbal. L'element es clou amb un teulat de llosana de pedra i a dues aigües. Exteriorment remolinats. Totes són iguals, excepte la que representa l'enterrament de Jesús al Sepulcre, i que té dos cossos laterals sobresortits. L'itinerari demostra, per les sinuositats i els desnivells, el mal camí de Jesús en la seva Passió.

## Història
Podria datar-se del 1878. S'ha modificat molt al llarg del temps. Durant la Guerra Civil fou cremada i malmenada i el campanar que hi havia fou enderrocat. Del 1940 al 1945 es reconstruí per un tal Josep Esteve, i el 1942 es restauraren les creus del Via Crucis amb la col·laboració de Joan Geli i en Pere Omedes. Es tornà a obrir al culte el 19 de febrer de 1950. El 1971 un camió va malmetre la primera de les estacions, que fou reconstruïda pel veïnat.
Els orígens es podrien remuntar a Miquel Adroher i Lluch, qui amb molt esforç personal podria haver bastit una primera construcció senzilla. L'argenter de la imatgeria que hi havia abans de la guerra civil va ser Enric Tarrés i Bertran.
S'hi celebraren amb seguretat els Via Crucis dels 1907, 1910, 1912 i 1919, començant cada any des de diferents llocs. Actualment encara s'usa pel Via Crucis popular.